# Kestad
Kestad är kyrkbyn i Kestads socken i Götene kommun i Västergötland belägen på Kinnekulles sydsida. Den omnämndes första gången 1310 som "de Kidestadum". Kestads kyrka i sandsten härstammar från senare delen av 1100-talet. Nu för tiden är Kestad väldigt litet och det man kan kalla centrumet ligger runt om kyrkan. I Kestad finns det en liten byggaffär med byggsortiment och det har funnits en liten ICA-affär med livsmedel. 